# Basel Badischer Bahnhof
Basel Badischer Bahnhof (afgekort als Basel Bad Bf) is een Duits spoorwegstation in de Zwitserse stad Bazel.

## Geschiedenis
Historisch is deze bijzondere situatie verklaarbaar nadat in maart 1838 het Duitse Groothertogdom Baden met de aanleg van de spoorlijn Karlsruhe via Freiburg naar de Zwitserse grens was begonnen (Rheintalbahn). In 1842 sprak een Zwitserse spoorwegcommissie de wens uit de lijn door te trekken naar de stad Basel en op 27 juli 1852 werd in dezen een staatsverdrag gesloten tussen Baden en de Zwitserse regering. Er was onenigheid over welke status het Duitse station zou krijgen op Zwitserse bodem. Waar de Zwitsers een eindstation wilden, wenste Baden een doorgaand station, opdat de lijn kon worden doorgezet naar het Duitse Waldshut. Op 10 april 1859 bereikten beide partijen overeenstemming en kon nog in dat jaar met de bouw van het station begonnen.

Het eerste station, met de naam Basel Badischer Bahnhof, bevond zich van 1862 tot 1913 op de plaats waar nu de Mustermesse gehouden wordt. In 1913 kwam een nieuw stationsgebouw gereed op de huidige locatie, ongeveer een halve kilometer oostelijker. Dit station werd op 12 september 1913 in gebruik genomen.

In 1981-1982 werd de ronde overkapping boven de perrons en sporen afgebroken en vervangen door separate platte perrondakplaten. Tussen 2002 en 2006 werd het station opnieuw gerenoveerd.
Hoewel het station zich bevindt op Zwitsers grondgebied, wordt het station geëxploiteerd door de Duitse spoorwegmaatschappij Deutsche Bahn. Het station is in de huisstijl van Deutsche Bahn. Er zijn Duitse tickets en abonnementen geldig tot aan dit station. Het station is gelegen aan de Rheintalbahn, aan de Basler Verbindungsbahn, aan de Hochrheinbahn en aan de Wiesentalbahn. Omdat de winkels in de stationshal in Zwitserland liggen is de officiële munteenheid hier de Zwitserse frank, al is het gebruik van de euro er algemeen geaccepteerd. Wel krijgen mensen die er met euro's betalen Zwitserse franken als wisselgeld terug. Er bevindt zich een douanekantoor op het station en in de toegang tot de stationshal kan douanecontrole plaatsvinden, hoewel dit meestal in praktijk niet gebeurt. 
Andere Duitse grensstations in Zwitserland zijn: Riehen Niederholz, Herblingen, Thayngen, Neuhausen Bad Bf, Beringerfeld, Beringen Bad Bf, Neunkirch, Wilchingen-Hallau en Trasadingen. De Zwitserse grensstations Jestetten en Lottstetten daarentegen liggen in Duitsland.
Vanuit het Duitse station Freiburg Hauptbahnhof is Basel Bad makkelijk te bereiken en kunnen passagiers nog enkele kilometers Zwitserland inrijden tot Basel SBB. Hiervoor moet in bepaalde gevallen extra betaald worden, aangezien een regionaal Duits treinticket geldig is tot Basel Bad.

## Treinverbindingen
Basel Badischer Bahnhof heeft overwegend 1 tot 2 keer per uur een snelle verbinding Duitsland in. In de andere richting heeft een deel van de treinen Basel SBB als eindpunt, maar er wordt ook wel doorgereden naar Zürich, Chur of Interlaken Ost. Hiervoor dienen de treinen in Basel SBB kop te maken. Sinds de zomer van 2022 heeft de SBB als punctualiteitsmaatregel ingevoerd dat als de trein vanuit Duitsland met te veel vertraging Basel Badischer Bahnhof bereikt, deze niet verder Zwitserland mag inrijden, omdat dit het Zwitserse treinverkeer verstoort. Alle reizigers moeten dan op Basel Badischer Bahnhof overstappen. De SBB zet dan een vervangende trein in op een eventueel vervolgtraject in Zwitserland.
Grofweg wordt Basel Badischer Bahnhof door de volgende treinen aangedaan:
- ICE {Kiel-Hamburg-Hannover}/{Berlijn-Kassel}-Frankfurt-Karlsruhe-Basel Bad-Basel SBB-Zürich/Chur/Interlaken Ost
- ICE {Hamburg Altona-Bremen-Osnabrück-Münster}/-Düsseldorf-Keulen-Frankfurt Flughafen-Karlsruhe-Basel Bad-Basel SBB
- EC Hamburg Altona-Bremen-Osnabrück-Münster-Düsseldorf-Keulen-Koblenz-Mainz-Karlsruhe-Basel Bad-Basel SBB-Zürich/Interlaken Ost
- FLX Berlin - Basel Bad
- NJ 403/402 Amsterdam-Utrecht-Arnhem-Düsseldorf-Keulen-Koblenz-Mainz-Frankfurt am Main-Karlsruhe-Basel Bad-Basel SBB-Zürich
- NJ 408/NJ 409 Berlin - Leipzig - Frankfurt - Karlsruhe - Basel Bad - Basel SBB - Zürich HB
- EN 458/EC 458/EN 457/EC 457 Zürich - Basel SBB - Basel Bad - Karlsruhe - Frankfurt am Main - Leipzig - Dresden - Praag*
- IRE 3 Basel Bad-Schaffhausen-Singen (Hohentwiel)
- RE 7 Offenburg-Freiburg-Basel Bad(-Basel SBB)
- RB 30 Basel Bad-Rheinfelden-Lauchringen
- S6 Zell (Wiesental)-Basel Bad-Basel SBB

* Rijdt van/naar Leipzig gecombineerd met NJ 408/409.